# Gení (Réthymnon)
Gení, en grec moderne : Γενή, est un village du dème de Réthymnon, en Crète, en Grèce. Selon le recensement de 2011, la population de Gení compte 33 habitants. Le village est situé à une altitude de 420 m et à 19 km de Réthymnon.